# Jacobus van der Burch
Jacobus van der Burch, ook van der Burgh, (?, 12 september 1761 – Voorburg, 12 december 1839) was een Nederlandse baljuw, schout en dijkgraaf.

## Leven en werk
Van der Burch werd in 1761 geboren als zoon van de Goudse regent en burgemeester mr. Aelbrecht van der Burgh en van Jacomina Immerseel. Van der Burch studeerde rechten in Leiden. Hij promoveerde aldaar op 4 mei 1784. Van der Burch was in Gouda secretaris van de Patriottische Sociëteit. In 1786 was hij een van de ondertekenaars van het dankadres aan de Staten van Holland, een adhesiebetuiging voor de tegen stadhouder Willem V genomen maatregelen. Een actie, die aldus Knoops, zijn broer bijna het ambt van secretaris van de stad Gouda kostte. Na het vertrek van Jan Couperus in 1796 uit Gouda naar Den Haag  werd Van der Burch benoemd tot diens opvolger als schout, baljuw en dijkgraaf van het Land van Steijn. Deze functies vervulde hij tot 1811. In dat jaar werd Steijn bij de gemeente Reeuwijk gevoegd.
Van der Burch trouwde op 26 april 1789 te Delft met Geertruida van Staveren, dochter van de commandeur van de westkust van Sumatra Hendrik van Staveren. Hij overleed in december 1839 op 78-jarige leeftijd in Voorburg.